# Гуманец
Гуманец (укр. Гуманець) — село в Хыровской городской общине Самборского района Львовской области Украины.
Население по переписи 2001 года составляло 687 человек. Занимает площадь 1,968 км². Почтовый индекс — 82056. Телефонный код — 3238.